# NLV Stuttgart-Vaihingen
Der Naturheil- und Luftbadverein Stuttgart-Vaihingen wurde 1905 gegründet und ist ein gemeinnütziger Sportverein mit rund 400 Mitgliedern aus dem Stuttgarter Stadtteil Vaihingen.
Der NLV bietet ein breites Sport- und Gesundheitsangebot in den Sparten Faustball, Tennis, Gymnastik, Yoga, Freizeitfußball, Freizeitvolleyball, Sauna sowie eine Kinder-Ballspielgruppe.
In den Sparten Faustball und Tennis wird Sport im Ligabetrieb angeboten.
Der Verein beschäftigt sieben Faustball- sowie zwei Tennistrainer.
Abgerundet wird das Angebot mit vielfältigen Möglichkeiten der Freizeitgestaltung wie z. B. Tischtennis, Spiel- und Grillplatz.
Das außergewöhnlich schöne Vereinsgelände steht allen Mitgliedern für die Freizeitgestaltung zur Verfügung. Zwei große Naturrasenplätze, fünf Tennisplätze sowie eine Vereinsgaststätte mit großzügiger Außenterrasse bilden dabei den Kern der Sport- und Freizeitanlage.
Die Faustballer (Männer) spielen in der Faustball-Bundesliga. Zudem brachte die Faustballabteilung bisher drei Nationalspieler hervor, die Titel bei Welt- oder Europameisterschaften gewannen.

## Erfolge
- Deutscher Faustballmeister der Herren: 1971 (Feld), 1973 (Feld und Halle), 1974 (Feld), 1977 (Halle), 1981 (Feld)
- Faustball-Europameister der Herren: 1974 (Feld), 1981 (Feld)
- Europapokalsieger (IFV-Pokal) Herren: 2002 (Feld)